# Village des artisans de Tell el-Amarna
Le village des artisans de Tell el-Amarna est situé dans le désert oriental d'Akhetaton, la capitale construite par le pharaon Akhenaton à proximité de la nécropole sud.
Ce village, semblable aux autres villages d'artisans comme ceux d'El-Lahoun ou de Deir el-Médineh, fut construit à l'intention des artisans qui travaillaient à l'élaboration des tombes royales ou celles des nobles. Dans ce village, les artisans vivaient avec leurs familles : une soixantaine de maisons construites en briques d'argile, comprenant quatre pièces au confort spartiate. À l'apogée de la période amarnienne, la population était de trois-cent-dix habitants.
Tout comme à Deir el-Médineh, le village était entouré d'un mur d'enceinte percé d'une seule porte, moins pour séquestrer les artisans que pour empêcher les détournements de matériaux. Cependant à la différence de la ville royale, et même de l'exemple thébain, le village des artisans d'Akhetaton fut conçu sur un plan urbanistique bien déterminé, avec des rues se coupant à angle droit et des habitations aux proportions standardisées.